# Czerniki (obwód grodzieński)
Czerniki (biał. Чэрнікі, Czerniki; ros. Черники, Czerniki) – wieś na Białorusi, w obwodzie grodzieńskim, w rejonie lidzkim, w sielsowiecie Krupa, nad Krupką i w pobliżu Lidy.

## Historia
Dawniej okolica szlachecka. W XIX i w początkach XX w. położone były w Rosji, w guberni wileńskiej, w powiecie lidzkim, w gminie Lida.
W dwudziestoleciu międzywojennym leżały w Polsce, w województwie nowogródzkim, w powiecie lidzkim, w gminie Lida. W 1921 miejscowość liczyła 54 mieszkańców, zamieszkałych w 10 budynkach, wyłącznie Polaków wyznania rzymskokatolickiego.
Po II wojnie światowej w granicach Związku Sowieckiego. Od 1991 w niepodległej Białorusi.